# Stanislav Zimic
Stanislav Zimic, slovenski romanist, * 4. maj 1930, Deskle, Kraljevina Italija, † 25. avgust 2013, Austin, Teksas, ZDA.

## Življenje in delo
Romanistiko je študiral na ljubljanski Filozofski fakulteti in v ZDA, kjer je leta 1958 diplomiral na Univerzi Miami v Coral Gablesu (Florida) in 1964 doktoriral na Univerzi Duke v Durhamu (Severna Karolina). Bil je asistent in predavatelj romanskih jezikov na raznih višjih in visokih šolah v ZDA, leta 1964 je postal predavatelj na Teksaški univerzi v Austinu, od 1977 kot redni profesor za špansko in portugalsko književnost.